# Billie Letts
Pour les articles homonymes, voir Letts.
Œuvres principales
Where the Heart Is (1995)
Billie Dean Letts, née le 30 mai 1938 à Tulsa dans l'Oklahoma et morte le 2 août 2014 (à 76 ans) dans la même ville, est une romancière américaine, qui a été professeur d'anglais à l'Université d'État de l'Oklahoma. Son œuvre la plus connue est son roman La petite voix du cœur (Where the Heart Is), qui a fait l'objet d'une  adaptation cinématographique en 2000, réalisée par Matt Williams.

## Biographie
Née Billie Dean Gipson, elle étudie à l'Union Highschool de Tulsa en 1956, puis intègre la Northeastern State University de Tahlequah pendant deux ans.
En 1958, elle épouse l'acteur et professeur Dennis Letts. Billie suit des études d'anglais et sort diplômée de la Southeast Missouri State University en 1969 et d'un master d'études comportementales de l'université d'État de l'Oklahoma en 1974.
Après trente années d'enseignement de l'anglais, Billie commence une carrière d'écrivain et se lance dans l'écriture de livres. Son premier roman, Where the Heart Is, paraît en 1995 et devient un best-seller. En 2000, un film inspiré du livre sort au cinéma sous le nom de Où le cœur nous mène.
De son union avec l'acteur Dennis Letts, décédé en 2008, elle est la mère de l'acteur et dramaturge Tracy Letts et de deux autres fils, Shawn et Dana.
Billie Letts s'éteint le 2 août 2014 dans un hôpital de Tulsa des suites d'une maladie, âgée de 76 ans. 

## Romans
- Where the Heart Is (1995)
- The Honk and Holler Opening Soon (1998)
- Shoot the Moon (2004)
- Made in the U.S.A. (2008)

## Prix
- 1994 : Le prix Walker Percy pour Where the Heart Is [4]
- 1996 : Oklahoma Book Award
- 1998 : Oprah's Book Club Winfrey